# Mars Red
Mars Red (マーズレッド Māzureddo?) es una serie de anime producida por Signal.MD, basada en una obra de teatro escrita por Bun'ō Fujisawa.

## Sinopsis
La historia de Mars Red tiene lugar en 1923, en un mundo alternativo donde los vampiros han existido dese hace mucho tiempo. Pero ahora, el número de estos ha aumentando y hubo de buscar una fuente de sangre. La solucíon fue la misteriosa sangre artificial llamada Ascra. A su vez, el gobierno japonés crea el «Código Cero», una unidad dentro del ejército encargada de acabar con las fuerzas vampíricas. ¿Y qué mejor manera de rastrear vampiros usando a otros vampiros? Esta unidad, creada por el teniente general Nakajima, ha estado históricamente vinculada al negocio de la guerra de información, pero ha sido reasignada para resolver la crisis de los vampiros. Depende de Código Zero y el vampiro Deffrot investigar este caso.

## Personajes
Yoshinobu Maeda (前田義信 Maeda Yoshinobu?)
 Seiyū: Junichi Suwabe (etapa 2013), Hiroki Takahashi (etapa 2015)
Shutaro Kurusu (栗栖秀太郎 Kurusu Shutaro?)
 Seiyū: Hidenori Tokuyama (etapa 2013), Yūta Furukawa (etapa 2015)
Tokuichi Yamagami (山上徳一 Yamagami Tokuichi?)
 Seiyū: Jūrōta Kosugi (etapa 2013), Junichi Suwabe (etapa 2015)
Suwa (スワ Suwa?)
 Seiyū: Kenichi Suzumura (etapa 2013 y 2015)
Takeuchi (タケウチ Takeuchi?)
 Seiyū: Akira Ishida (etapa 2013 y 2015)
Sonosuke Nakajima (中島宗之助  Nakajima Sōnosuke?)
 Seiyū: Hiroki Takahashi
Defrott (デフロット Defurotto?)
 Seiyū: Miyuki Sawashiro (etapa 2013 y 2015; anime) 
Aoi Shirase (白瀬葵 Shirase Aoi?)
 Seiyū: Minami (etapa 2013)
Misaki (岬 Misaki?)
 Seiyū: Ayahi Takagaki
Shinnosuke Tenmaya (天満屋慎之助  Tenmaya Shin'nosukei?)
 Seiyū: Sachi Kokuryu
Rufus Glenn (ルーファス・グレン Rūfasu Guren?)
 Seiyū: Makoto Furukawa

## Medios

### Anime
El 6 de febrero de 2020, Yomiuri-TV Enterprise LTD anunció su proyecto de 50 aniversario, una nueva serie de anime dirigida por Kouhei Hatano y coproducida con Funimation. La serie será animada por Signal.MD, con Junichi Fujisaku escribiendo el guion, Yukari Takeuchi adaptando los diseños de personajes originalmente de Kemuri Karakara y Toshiyuki Muranaka componiendo la música. La serie se emitió del 6 de abril al 29 de junio de 2021 en YTV y otros canales. El tema de apertura es "Seimei no Aria" de Wagakki Band, mientras que el tema final es "ON MY OWN" de Hyde. El primer episodio se estrenó en Funimation una semana antes de la transmisión japonesa, tanto en opciones subtituladas como dobladas. Tras la adquisición de Crunchyroll por parte de Sony, la serie se trasladó a Crunchyroll obteniendo la licencia de la serie fuera de Asia.
El 1 de noviembre de 2021, Funimation anunció que la serie recibió un doblaje en español latino, que se estrenó el 4 de noviembre.

### Manga
Se anunció que una adaptación al manga ilustrada por Kemuri Karakara y serializada desde enero de 2020 en la revista mensual Comic Garden.